# Max Weber
Karl Emil Maximilian Weber odnosno Max Weber (Erfurt, 21. travnja 1864. – München, 14. lipnja 1920.), bio je njemački društveni istraživač i teoretičar, najčešće se smatra jednim od osnivača sociologije kao posebne društvene discipline jer je svojim širokim interesom utjecao na formiranje različitih socioloških ideja i poddisciplina. 

## Životopis
Karl Emil Maximilian Weber, sin Maxa Webera st. i Helene Fallenstein Weber, rođen je 21. travnja 1864. godine u Erfurtu. Kad je napunio pet godina, obitelj se preselila u Berlin gdje se njegov otac, po zanimanju odvjetnik, aktivirao u politici, služeći između ostalog i kao član Reichstaga. Česti posjeti političara i sveučilišnih profesora utjecali su na mladog Webera. Njegova je majka bila potpuna suprotnost ocu i bila je ˝odana protestantkinja, duhovno osjetljiva, etički zabrinuta i aktivna te intelektualno znatiželjna˝. Različiti su Weberovi biografi često isticali različitost njegovih roditelja, što je utjecalo i na Weberove znanstvene interese. Ritzer ističe da je u Weberovu životu postojala stalna napetost između očeva birokratskog uma i majčine religioznosti.
Weber je studirao povijest, ekonomiju, filozofiju i pravo na Sveučilištima u Heidelbergu, Göttingenu i Berlinu. Godine 1889. obranio je doktorsku tezu magna cum laude. Također je, slijedeći oca, dovršio pravničko obrazovanje te je 1894. godine prihvatio mjesto profesora ekonomije u Freiburgu. Pozornost javnosti privukao je predavanjem ˝Nacionalna država i ekonomska politika˝, koje je izazvalo kontroverze zbog Weberova stava da ekonomska politika mora biti podčinjena nacionalnim interesima. Godine 1896. preuzeo je mjesto profesora političke ekonomije u Heidelbergu, ali je sljedeće godine doživio živčani slom te se sve do 1902. godine nije bavio znanstvenim radom.
Godine 1903. ponovno započinje s radom i kratko putuje po SAD-u držeći predavanja. Zajedno s bratom Alfredom, Robertom Michelsom, Georgom Simmelom, Ferdinandom Tönniesom i Ernestom Troeltschom uspostavlja Njemačko sociološko društvo. Ubrzo nakon toga počinje se osobno nazivati sociologom. Tijekom Prvog svjetskog rata nastavlja raditi na različitim projektima, koji su postumno objavljeni kao serija knjiga ˝Gospodarstvo i društvo˝. U lipnju 1920. obolio je od gripe a naposljetku je 14. lipnja umro u Münchenu od upale pluća.

## Glavne ideje

### Interpretativna i razumijevajuća (Verstehen) sociologija
Weber je svoje stajalište čvrsto povezivao s ljudskim djelovanjem, koje je razgraničavao od ponašanja. Razlika leži u tome da ljudi djeluju pridajući značenja tom istom djelovanju, a zadaća je sociologije interpretacija tih značenja: ˝[s]ociologija je znanost koja nastoji interpretativno razumjeti društveno djelovanje kako bi došla do uzoročno-posljedičnih zaključaka o smjeru i učincima djelovanja. Pod ˝djelovanjem˝ podrazumijeva se ljudsko ponašanje, s tim da mu individua koja djeluje pridaje određeno subjektivno značenje.˝ Weberova je interpretativna sociologija djelomično pod utjecajem tada popularne hermeneutike, odnosno discipline koja se u izvornom obliku odnosi na proučavanje značenja u tekstovima. Weber, međutim, traži značenje u ljudskom ponašanju odnosno djelovanju. U tom smislu on koristi termin razumijevanja (njem. Verstehen), koji je jedna od glavnih karakteristika sociologije. Bitno je pritom da Weber sociologiju razumumijevanja ne smatra intuitivnom i subjektivnom; ona za njega podrazumijeva racionalnu proceduru, odnosno sistematizirano i rigorozno istraživanje.

### Sociologija i povijest
Zbog svog širokog obrazovanja i različitih interesa, Weberova se istraživanja mogu smatrati interdisciplinarnima. Međutim, on je nastojao ocrtati konture nove discipline odnosno sociologije uspoređujući je s drugim disciplinama, poput povijesti. Weber ih je vrlo oštro razlikovao: ˝...sociologija kao znanost teži formuliranju koncepata i generalizaciji zajedničkih karakteristika empirijskih procesa. To ju razlikuje od povijesti koja je usmjerena na uzročno-posljedičnu analizu i objašnjavanju individualnog djelovanja, struktura i osoba koji su značajni za kulturu.˝ Usprkos jasnom razlikovanju, Weber je u svom radu vrlo često kombinirao ta dva pristupa dajući svojim konceptima povijesnu dubinu i obilje specifičnih karakteristika. Na tom su tragu njegova istraživanja svjetskih religija i protestantske etike. 
Riječju, da bi proučavali povijest, sociolozi moraju razvijati teorijske koncepte. Međutim, te koncepte ne treba miješati s empirijskom stvarnošću; oni istovremeno moraju biti dovoljno općeniti da ih povjesničari mogu koristiti u svojim specifičnim istraživanjima.

### Idealni tipovi
U kontekstu njegova interesa za razvoj koncepata, Weber raspravlja o idealnim tipovima. Idealni su tipovi instrumenti koji predstavljaju glavne karakteristike nekog predmeta istraživanja. Idealni tipovi ne postoje u empirijskoj stvarnosti, već se radi o apstrakcijama koje moraju biti korisne u društvenoj analizi. 
Weber je smatrao da nije dovoljno stvarati teorijske koncepte bez ikakvog temelja u stvarnosti. On drži da se u društvenoj analizi treba kretati induktivno, odnosno od stvarnog svijeta iz kojeg se pažljivom analizom definiraju određeni koncepti i pravila. Iako se temelje na emprijskoj i povijesnoj stvarnosti, idealni se tipovi ne mogu pronaći u čistom obliku, već služe za daljnja istraživanja i usporedbe. 

### Tipovi djelovanja
Weber se koristio svojom metodom idealnog tipa kako bi razvio četiri glavna tipa ljudskog djelovanja: instrumentalno-racionalno, vrijednosno-racionalno, afektualno i tradicionalno djelovanje. Za instrumentalno-racionalno djelovanje karakteristično je da akter kalkulira između različitih sredstava za postizanje određenog cilja ili svrhe. Drugi oblik racionalnog djelovanja, odnosno vrijednosno-racionalno djelovanje također je usmjereno kalkuliranju mogućnosti za ostvarivanje određenog cilja. Međutim, kod tog su tipa djelovanja ograničena određenim vrijednostima koja su sama sebi svrha. Nadalje, afektualno ili emotivno djelovanje određeno je neposrednim emocijama prema nekome ili nečemu, bez razmatranja mogućnosti djelovanja ili mogućih posljedica djelovanja. Konačno, tradicionalno je djelovanje više vođeno navikama i naslijeđem nego sviješću i proračunatim djelovanjem. U skladu s idejama o idealnim tipovima, oblici djelovanja za Webera jesu teorijski konstrukti koji se u čistom obliku ne mogu pronaći u stvarnosti. U stvarnosti djelovanje uvijek podrazumijeva mješavinu različitih tipova.

### Oblici vlasti
Weberova definicija na jasan način identificira moć kao društveni fenomen, odnosno kao fenomen koji nastaje na temelju društvenog djelovanja i društvene interakcije. Moć je prema Weberu vjerojatnost da će pojedinac ili određena skupina nametnuti i provesti svoju volju usprkos otporu drugih. Moć može biti legitimna ili nelegitimna, a Weber se najviše zanimao za legitimne oblike moći, odnosno vlast. Legitimna vlast također se može podijeliti u tri idealna tipa: racionalnu, tradicionalnu i karizmatsku. Racionalna se vlast temelji na vjerovanju u legalnost pravila te pravu onih koji imaju vlast i da na temelju tih pravila izdaju naredbe. Primjeri takvog oblika vlasti jesu ustavne republike i parlamentarne monarhije. Tradicionalna se vlast pak temelji na svetosti tradicije i legitimnosti onih koji vrše vlast u ime tradicije. Primjeri su gerontokracija, patrijarhalizam i patrimonijalizam. Posljednja, karizmatska vlast temelji se na odanosti sljedbenika posebnom karakteru, junaštvu ili posebnim moćima te normativnom poretku onih koji posjeduju te karakteristike. 

### Birokracija
Iako su birokracije postojale kroz povijest, Weber je primarno zainteresiran za birokracije u modernim zapadnim društvima. Birokracije se mogu pronaći u različitim društvenim institucijama koje čine moderna društva, poput vlada u nacionalnim državama ili tvrtki koje čine temelj kapitalizma. Birokracije karakteriziraju brojni čimbenici: 1) organizacija službenih funkcija (ureda) na temelju određenih pravila; 2) svaki ured ima specifičnu sferu utjecaja, skup obaveza za obavljanje određenih funkcija, autoritet za provođenje tih funkcija i sredstva prisile za obavljanje određenog zadatka; 3) uredi su organizirani u hijerarhijski sustav; 4) službenici se odabiru na temelju tehničkih kvalifikacija i prikladnog treninga; 5) službenici ne posjeduju sredstva proizvodnje; 6) službenici nisu vlasnici svog položaja jer je položaj dio organizacije; 7) administrativni akti, odluke i pravila se pismeno formuliraju i pohranjuju. Svrha je birokracije učinkovito obavljanje određenih organizacijskih zadaća, što se postiže racionalnim organiziranjem društvenih položaja i uloga. Međutim, birokracije također mogu biti iracionalne i neučinkovite jer su službenici ograničeni abstraktnim pravilima i emocionalno indiferentnim uzorcima ponašanja. 

### Racionalizacija i "željezni kavez"
Birokratizacija je za Webera dio šireg društvenog procesa racionalizacije koji zahvaća sva područja modernih društava. Weber nikada nije iznio jedinstvenu i nedvosmislenu definiciju racionalizacije, ali se u njegovim djelima može primijetiti određena bojazan prema hegemoniji racionalno-legalne vlasti i instrumentalno-racionalnog djelovanja. Tu je bojazan opisao u konceptu ˝željeznog kaveza˝, odnosno potpuno racionaliziranog društva u kojemu pojedinci ne mogu izbjeći snažnim birokratskim organizacijama. 

### Protestantska etika i duh kapitalizma
Jedna od najutjecajnijih Weberovih knjiga je Protestantska etika i duh kapitalizma iz 1905. godine. Ona je dio šireg Weberova interesa za svjetske religije i posebno sociologiju religije. Weber je bio zainteresiran za otkrivanje korijena kapitalističkog sustava. U tom je sustavu želja za ostvarivanjem profita i stjecanjem bogatstva temeljni pokretač. Weber je korijene takvog vrijednosnog određenja pronašao u protestantskim crkvama, prvenstveno kalvinizmu. Protestantska je etika za razliku od primjerice katoličke, koja naglašava onosvjetska bogatstva, naglašavala ovosvjetovne vrijednosti poput rada, odricanja, ali i stjecanja bogatstva radom i odricanjem od luksuza. Weber smatra da se takav etički svjetonazor pojavio u Americi i Europi tijekom 18. stoljeća. Za razliku od ostalih društava u kojima se na stjecanje bogatstva gledalo s moralnom osudom, protestantizam je stjecanje profita pretvorio u etičku vrijednosti samu po sebi. To je odigiralo ključnu ulogu u razvoju kapitalizma na Zapadu.

## Kritika
Ritzer iznosi četiri glavne kritike Weberova rada. Prvo, Weberova metoda razumijevajuće sociologije teško je provodiva. Usprkos tome što se Weber zalaže za rigoroznu interpretativnu sociologiju, povezanost između te metode i njegovih širokih uvida teško je ponovljiva. Drugo, Weberu nedostaje jasno teoretizirana makrosociologija. Naime, njegova sociologija kreće od društvenog djelovanja, a najvećim se dijelom bavi širokim društvenim procesima i pojavama poput birokratizacije, racionalizacije i kapitalizma. Treće, nedostaje mu kritička teorija jer Weber ne ostavlja prostor za konstruktivnu promjenu. To je vidljivo u konceptu željeznog kaveza prema kojemu su pojedinci zarobljeni u sve racionaliziranijem svijetu. I konačno, što također proizlazi iz prethodnoga, njegova je teorija pesimistična jer usprkos naglašavanja individualnog značenjam, Weber smatra da smo zarobljeni u svijetu koji sve manje ima smisla.

## Utjecaj na sociologiju
Weber je značajno utjecao na pravo, proučavanje religije i ekonomiju. Međutim, njegov je utjecaj na sociologiju dalekosežan, osobito u proučavanju društvene stratifikacije, političke, urbane i ruralne sociologije te sociologije kulture. Weber se također smatra osnivačem strukturalne sociologije zbog interesa za stratifikaciju i institucije te sociologije djelovanja.
Međunarodna je sociološka asocijacija za 14. svjetski sociološki kongres u  Montréalu 1998. godine provela anketu među svojim članovima kako bi utvrdila najutjecajnije sociološke knjige 20. stoljeća. Weberova postumno objavljena knjiga Gospodarstvo i društvo (1922.) bila je na prvome mjestu, a Protestantska etika i duh kapitalizma (1905.) na četvrtome mjestu. U anketi je sudjelovalo 455 ispitanika, a prema rezultatima Weber je osvojio prvo mjesto, odnosno izabran je za najutjecajnijeg autora 20. stoljeća.

## Vanjske poveznice
- (engl.) Max Weber, Enciklopedija filozofije, Stanford
- (njem.) Sabrana djela  Arhivirana inačica izvorne stranice od 7. veljače 2002. (Wayback Machine)
- (engl.) Sabrana djela  Arhivirana inačica izvorne stranice od 25. siječnja 2007. (Wayback Machine)
- (njem.) »Wissenschaft als Beruf«
- (njem.) »Politik als Beruf«